# Dichotomius agenor
Dichotomius agenor är en skalbaggsart som beskrevs av Edgar von Harold 1869. Dichotomius agenor ingår i släktet Dichotomius och familjen bladhorningar. Inga underarter finns listade i Catalogue of Life.